# الهجرة غير الشرعية من إفريقيا إلى إسرائيل

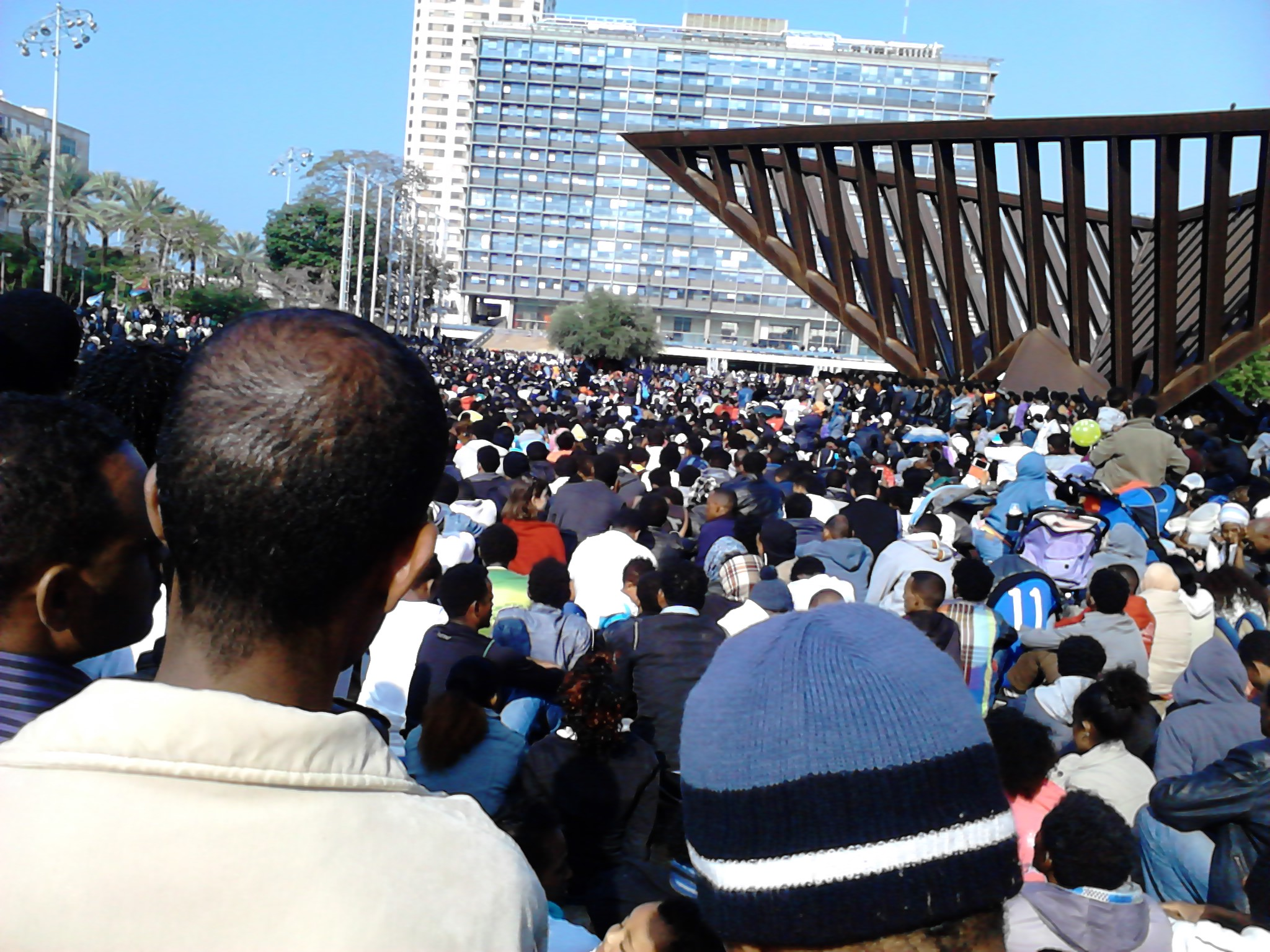

«العمال غير الشرعيين من أفريقيا إلى إسرائيل»، (أو التسلل من أفريقيا إلى إسرائيل)، هذا هو الاسم الذي تستخدمه الصحافة الإسرائيلية للإشارة إلى الهجرة غير الشرعية من أفريقيا إلى إسرائيل. كما تستخدم المنظمات الحكومية الإسرائيلة التعبير ذاته). هذا هو مسمى الظاهرة التي تبدأت في النصف الثاني من عقد 2000 من القرن العشرين، والتي من خلالها دخل عدد كبير من العمال غير الشرعيين من أفريقيا إلى إسرائيل بشكل غير قانوني، وذلك من خلال الحدود المسيجة مع مصر. حسب بيانات وزارة الداخلية الإسرائيلية، بلغ عدد هؤلاء المهاجرين غير الشرعيين حوالي 26635 شخص حتى شهر تموز (يوليو) 2010. وارتفع العدد إلى حوالي 55000 شخص في كانون الثاني (يناير) 2012.
يسعى العديد من العمال غير الشرعيين الحصول على حق اللجوء بموجب الاتفاقية المتعلقة بوضع اللاجئين التي وضعتها الأمم المتحدة، إلا أن نسبة قليلة منهم مؤهلون للحصول على حق اللجوء (طالع اللاجئون السودانيون في إسرائيل). يشار إلى أنه لا يمكن ترحيل معظم المتسللين الأفارقة (وغالبيتهم هم من إرتيريا والسودان) قسراً عن إسرائيل.
يشكل المواطنون الإرتيريون (والذي أصبحوا يشكلون أغلبية المهاجرين غير الشرعيين منذ عام 2009) وهؤلاء لا يمكن ترحيلهم حسب رأي المفوضية العليا للأمم المتحدة لشؤون اللاجئين نظراً لكون إرتيريا تشهد وضعاً داخلياً صعباً ويطبق فيها نظام التجنيد القسري، لذا يعرف المهاجرون الإرتيريون بـ «مجموعة الحماية الإنسانية المؤقتة». على الرغم من حقيقة عدم وجود رأي مشابه بالنسبة للمهاجرين السودانيين، فإن إسرائيل لا تعيدهم إلى مصر خوفاً على مصيرهم.
لا ترحّل إسرائيل المهاجرين الذين يدخلون إلى إسرائيل عن طريق مصر أن المصريين يرفضون إعطاء تعهد بعدم ترحيل المهاجرين إلى بلدانهم الأصلية. لذا فإن السلطات الإسرائيلية تمنحهم تصريح إقامة مؤقت، يتم تجديده كل ثلاث أشهر. تقدر السلطات الإسرائيلية أن حوالي 80-90% من العمال غير الشرعيين يعيشون في مدينتي تل أبيب (أكثر من 60%) وإيلات (أكثر من 20%)، وتتواجد أعداد قليلة منهم في القدس وأشدود وعراد (النقب).

## نبذة
في العقود الأخيرة، بذل العديد من العمال المهاجرين من دول العالم الثالث جهوداً جبارة للهجرة إلى الدول المتقدمة لرفع أجورهم وتحسين معيشتهم. وغالباً ما تتم الهجرة بطرق مخالفة لقوانين الهجرة في البلد المقصد، كالهجرة غير الشرعية إلى الولايات المتحدة التي تتم عبر التسلل من الحدود المكسيكية. بيد أن الدول المتقدمة تسعى جاهدة لمكافحة هذه المشكلة بطرق مختلفة.
تعاني إسرائيل من ظاهرة العمال المهاجرين أيضاً شأنها شأن الدول الأخرى. إن الهجرة غير الشرعية من أفريقيا إلى إسرائيل سهلة نسبياً نظراً لطبيعة الحدود البرية مع مصر، والتي لا تعترضها العقبات غالباً.
تعاني بعض البلدان التي يهاجر منها المهاجرون غير الشرعيين من مشاق إنسانية. وقد أعلنت المفوضية العليا للأمم المتحدة لشؤون اللاجئين دولة إرتيريا كدولة تعاني من أزمة إنسانية. بينما تعاني منطقة دارفور في غرب السودان من الإبادة الجماعية منذ 2003. نتيجة لذلك، أصبح معظم سكانها لاجئين وفر العديد منهم إلى مصر. أضف إلى ذلك أن هؤلاء لاجئون أصلاً من جنوب السودان نتيجة الحرب الأهلية السودانية الثانية.

## تطور الهجرة غير الشرعية من أفريقيا إلى إسرائيل
في النصف الثاني من عقد 2000 من القرن العشرين، كانت ثمة زيادة كبيرة في عدد العمال غير الشرعيين المهاجرين من أفريقيا إلى إسرائيل الذين عبروا الحدود المصرية. عام 2006، تم اعتقال 1000 من العمال غير الشرعين؛ عام 2007 تم اعتقال 5000 عامل؛ وارتفع العدد إلى 8700 عام 2008 و5000 عام 2009. في النصف الأول من عام 2010، ارتفع معدل الهجرة أكثر في الأشهر السبعة الأولى، إذ تم القبض على 8000 مهاجر غير شرعي.
لا شك أن إجمالي عدد العمال غير الشرعيين أكبر بكثير من هذه الأرقام، إذ أن العديد من العمال لم يلقَ القبض عليهم. جاءت الموجة الأولى من العمال غير الشرعيين بمعظمها من السودان، في حين أن معظم المهاجرين عام 2009 كانوا من إرتيريا.
في أوائل شهر أيار (مايو) 2010، قدر عدد المهاجرين غير الشرعيين في إسرائيل بحوالي 24339 شخص، كان عدد اللاجئين السودانيين الذين لم يتم إبعادهم بموجب القانون الدولي حوالي 18959 وعدد الإرتيريين حوالي 13310. حصل منهم 16766 على تأشيرة. رسمياً، تتيح التأشيرة للمهاجرين البقاء في البلاد فحسب، لكن عملياً، تسمح الدولة للمهاجرين العمل وتتجنب فرض غرامات على أرباب العمل الذين يوظفون هؤلاء اللاجئين. يجب أن يتم تجديد هذه التأشيرة مرة كل ثلاثة أشهر.
وفقاً لشعبة العمليات في الجيش الإسرائيلي عام 2008 فإن معظم الدول التي جاء منها المهاجرون غير الشرعيين هي كما يلي (مرتبة تنازلياً): إثيوبيا، السودان، إرتيريا، ساحل العاج، نيجيريا. معظم المهاجرين غير الشرعيين هم من الذكور (85%).